# Holotrichia sexspecula
Holotrichia sexspecula är en skalbaggsart som beskrevs av Chapin 1931. Holotrichia sexspecula ingår i släktet Holotrichia och familjen Melolonthidae. Inga underarter finns listade i Catalogue of Life.